# Manjeri
Manjeri là một thành phố và khu đô thị của quận Malappuram thuộc bang Kerala, Ấn Độ.

## Địa lý
Manjeri có vị trí 11°07′B 76°07′Đ / 11,12°B 76,12°Đ Nó có độ cao trung bình là 38 mét (124 feet).

## Nhân khẩu
Theo điều tra dân số năm 2001 của Ấn Độ, Manjeri có dân số 83.704 người. Phái nam chiếm 49% tổng số dân và phái nữ chiếm 51%. Manjeri có tỷ lệ 80% biết đọc biết viết, cao hơn tỷ lệ trung bình toàn quốc là 59,5%: tỷ lệ cho phái nam là 81%, và tỷ lệ cho phái nữ là 78%. Tại Manjeri, 15% dân số nhỏ hơn 6 tuổi.